# Joel Lyssarides

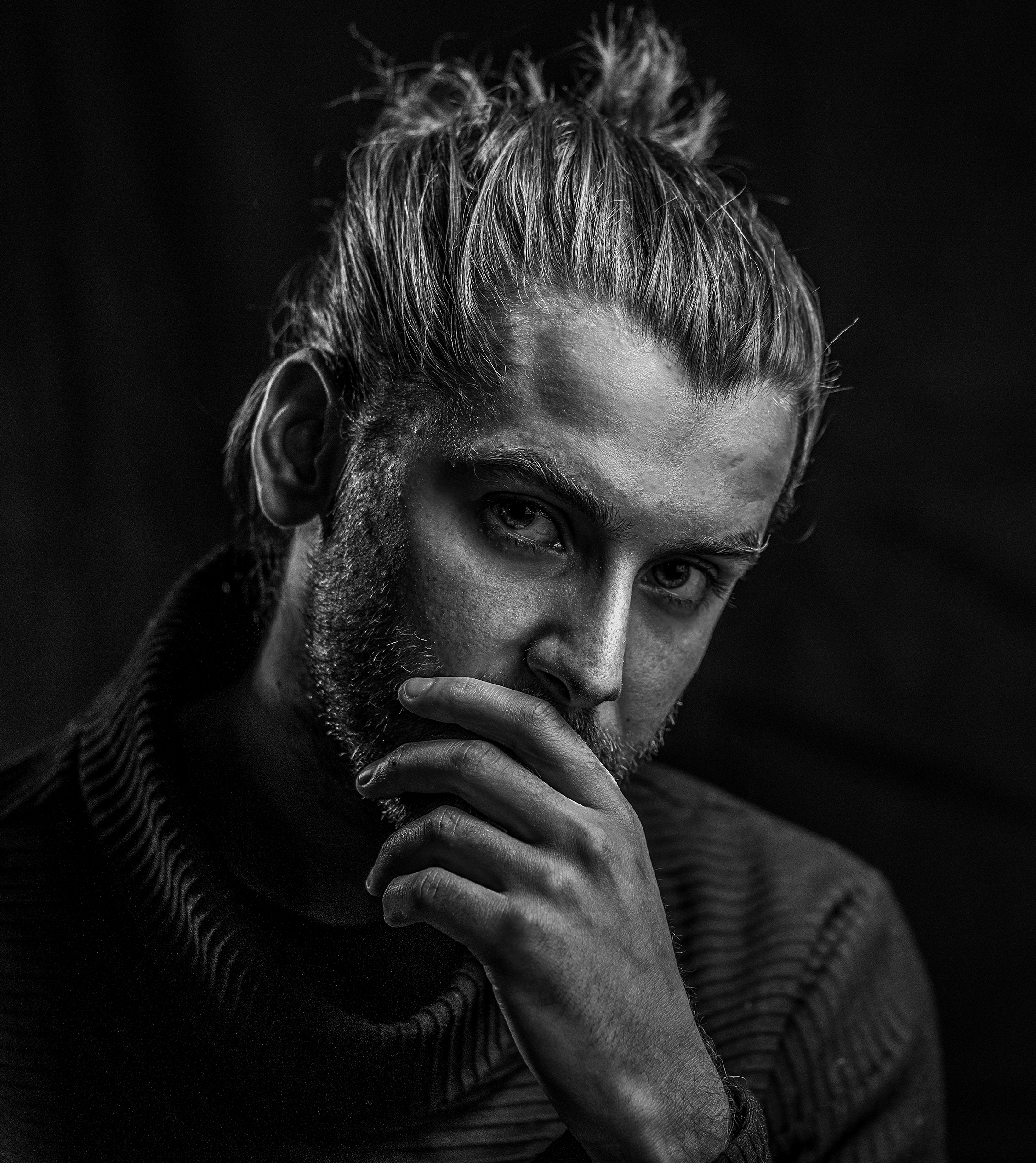
Joel Lyssarides, Stockholm 2019. Photo: Karl Gabor.

Joel Lyssarides (* 29. Oktober 1992 in Stockholm) ist ein schwedischer Jazzmusiker (Klavier, Komposition).

## Leben und Wirken
Lyssarides, der auch griechische Wurzeln hat, erhielt bereits im Alter von vier Jahren Klavierunterricht. Den Jazz entdeckte er durch die Plattensammlung seiner Eltern. Mit 16 Jahren wurde Joel in die Södra Latin Musikschule in Stockholm aufgenommen. Mit 18 Jahren begann er, an der Königlichen Musikhochschule Stockholm bei Ove Lundin zu studieren; im letzten Studienjahr verbrachte er ein Semester am Conservatorie di Santa Cecilia in Rom bei Antonio di Pofi.
Seit seinem Studienabschluss 2013 spielte Lyssarides mit Anne Sofie von Otter, Nils Landgren, Sven-Bertil Taube, Silvana Imam, den Dirty Loops, der Norrbotten Big Band, Kristin Amparo und Svante Henrysson; als Arrangeur war er für Benny Andersson, verschiedene Big Bands, Chöre und Streichquartette tätig. 2015 tourte er als Vertreter Schwedens mit den Young Nordic Jazz Comets.
Im November 2017 nahm Lyssarides mit seinem Trio (mit Niklas Fernqvist am Bass und Rasmus Svensson Blixt am Schlagzeug) sein Debütalbum Dreamer auf, das Prophone 2018 veröffentlichte. 2019 folgte beim selben Label A Better Place, das gute Kritiken erhielt und an die Spitze der schwedischen Jazzcharts gelangte. 2019 und 2021 trat er bei JazzBaltica auf. 2022 erschien bei ACT in gleicher Besetzung sein drittes Album Stay Now, das „sensibel und ausdrucksstark“ Klassik und Jazz verbindet.  Gemeinsam mit dem Bouzouki-Spieler Georgios Prokopiou entstand das Duo-Album Arcs & Rivers, das den Gestus des Jazz mit dem Geist des Rembetiko verknüpfte und im Februar 2025 auf die Quartals-Bestenliste beim Preis der deutschen Schallplattenkritik kam.
Bei Spotify zählt Lyssarides über 50 Millionen Aufrufe. Er ist auch auf Alben von Björn Arkö, Jonathan Lundberg, Sylvia Vrethammar, Viktoria Tolstoy und Ellen Andersson zu hören.

## Preise und Auszeichnungen
Lyssarides erhielt 2012 den Stallbrödernas-Preis für vielversprechende Nachwuchsmusiker und ein Stipendium der Sten-Stellan-und-Märta-Hähnels-Stiftung. 2013 belegte er den zweiten Preis beim Jazzpiano-Wettbewerb in Vilnius. 2014 gewann er mit dem Jan-Wallander-Preis einen Steinway-Flügel bei einem Wettbewerb der Svenska Handelsbanken. 2015 und 2018 erhielt er einen Preis der Schwedischen Komponistengesellschaft. 2016 wurde er mit dem Bengt Säve-Söderbergh Prisen ausgezeichnet, 2018 mit dem J:son Lindh Award. 2019 zeichnete ihn Sveriges Radio als „Musiker des Jahres“ aus.